# Vouharte
Vouharte ist eine französische Gemeinde mit 312 Einwohnern (Stand 1. Januar 2022) im Département Charente in der Region Nouvelle-Aquitaine (vor 2016 Poitou-Charentes); sie gehört zum Arrondissement Confolens (bis 2017 Angoulême) und zum Kanton Boixe-et-Manslois. Die Einwohner werden Vouhartais genannt.

## Geographie
Vouharte liegt an der Charente, etwa 23 Kilometer nordnordwestlich von Angoulême. Umgeben wird Vouharte von den Nachbargemeinden La Chapelle im Norden und Nordwesten, Coulonges im Norden, Xambes im Osten und Nordosten, Saint-Amant-de-Boixe im Osten, La Boixe im Süden und Südosten, Saint-Genis-d’Hiersac im Süden und Südwesten sowie Genac-Bignac im Westen.

## Bevölkerungsentwicklung
| 1962                       | 1968 | 1975 | 1982 | 1990 | 1999 | 2006 | 2018 |
| -------------------------- | ---- | ---- | ---- | ---- | ---- | ---- | ---- |
| 259                        | 280  | 313  | 340  | 339  | 330  | 328  | 331  |
| Quellen: Cassini und INSEE |      |      |      |      |      |      |      |

## Sehenswürdigkeiten

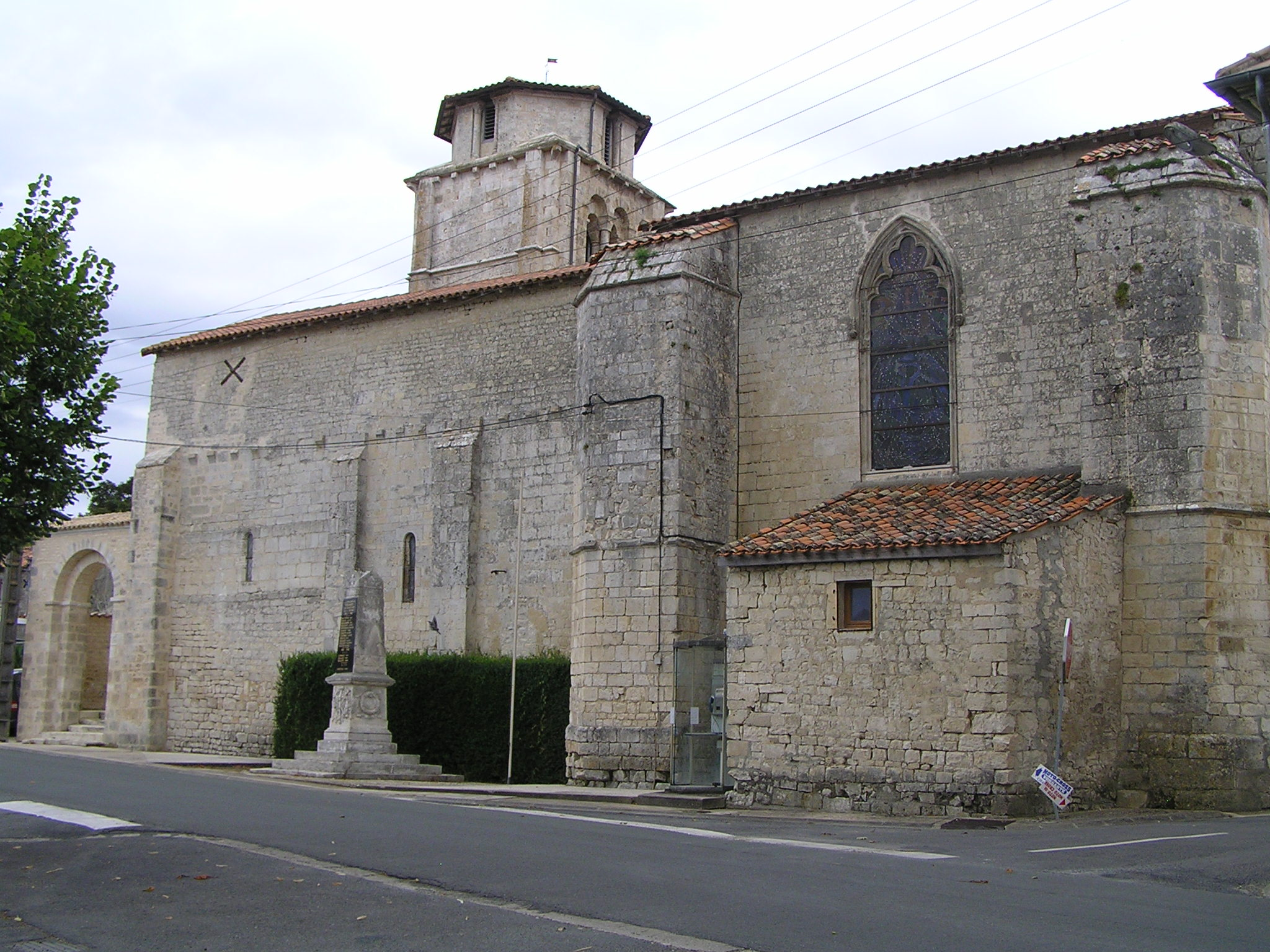
Kirche Notre-Dame

- Kirche Notre-Dame, seit 2003 Monument historique